# Dzwony Najświętszej Marii Panny

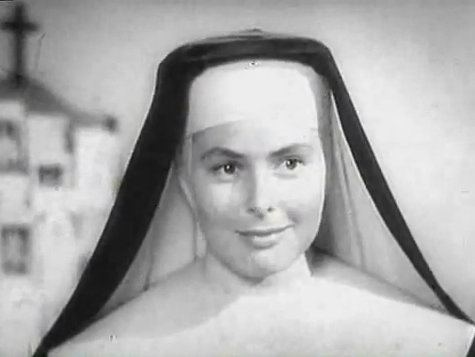
Ingrid Bergman jako siostra Mary Benedict

Dzwony Najświętszej Marii Panny (The Bells of St. Mary’s) – amerykański komediodramat i musical z 1945 w reżyserii Leo McCareya. Film był siedmiokrotnie nominowany do Oscara oraz zdobył statuetkę za najlepszy dźwięk.

## Opis fabuły
Ojciec O’Malley (Bing Crosby) niekonwencjonalny ksiądz z filmu Idąc moją drogą kontynuuje swą pracę na rzecz Kościoła katolickiego. Tym razem jest wysyłany do szkoły parafialnej Najświętszej Marii Panny, znajdującej się na skraju wywłaszczenia. Razem z siostrą Mary Benedict (Ingrid Bergman) próbują uratować szkołę, choć ich różniące się metody często prowadzą do  dobrodusznych nieporozumień.

## Obsada
- Bing Crosby jako ojciec Chuck O’Malley
- Ingrid Bergman jako siostra Mary Benedict
- Henry Travers jako Horace P. Bogardus
- William Gargan jako Joe Gallagher
- Ruth Donnelly jako siostra Michael
- Joan Carroll jako Patricia „Patsy” Gallagher
- Martha Sleeper jako Mary Gallagher
- Rhys Williams jako dr McKay
- Richard Tyler jako Eddie Breen
- Una O’Connor jako pani Breen

## Nagrody i nominacje
| Nagroda                   | Kategoria                         | Nominowani                                                  | Wynik     | Źródło |
| ------------------------- | --------------------------------- | ----------------------------------------------------------- | --------- | ------ |
| Nagroda Akademii Filmowej | Najlepszy obraz filmowy           | Leo McCarey                                                 | Nominacja | [ 1 ]  |
| Nagroda Akademii Filmowej | Najlepszy reżyser                 | Leo McCarey                                                 | Nominacja | [ 1 ]  |
| Nagroda Akademii Filmowej | Najlepszy aktor pierwszoplanowy   | Bing Crosby                                                 | Nominacja | [ 1 ]  |
| Nagroda Akademii Filmowej | Najlepsza aktorka pierwszoplanowa | Ingrid Bergman                                              | Nominacja | [ 1 ]  |
| Nagroda Akademii Filmowej | Najlepsze muzyka                  | Robert Emmett Dolan                                         | Nominacja | [ 1 ]  |
| Nagroda Akademii Filmowej | Najlepsza piosenka                | Aren't You Glad You're You (Jimmy Van Heusen, Johnny Burke) | Nominacja | [ 1 ]  |
| Nagroda Akademii Filmowej | Najlepszy dźwięk                  | Stephen Dunn                                                | Wygrana   | [ 1 ]  |
| Nagroda Akademii Filmowej | Najlepszy montaż                  | LeRoy Stone                                                 | Nominacja | [ 1 ]  |